# Sulechów
Sulechów [su'lɛxuf] (tyska: Züllichau) är en stad i västra Polen och största stad i distriktet Powiat zielonogórski i Lubusz vojvodskap, belägen 23 km norr om Zielona Góra. Staden hade 16 925 invånare i juni 2019 och är centralort i en stads- och landskommun med totalt 26 588 invånare samma år.

## Geografi
Staden ligger i den sydöstra delen av Lubusz vojvodskap, sex kilometer norr om den krök i floden Oder där floden böjer av från nordlig till västlig riktning.

## Historia
Tecken på bosättningar i området finns sedan 400-talet efter Kr. Under 900-talet blev regionen del av Storpolen under Mieszko I av Polen, och blev efter Polens feodala splittring från 1138 del av det polska hertigdömet Schlesien. Staden grundades i samband med de schlesiska hertigarnas kolonisationansträngningar omkring år 1250, och omnämns första gången i skriftliga källor år 1319. Det strategiska läget gjorde staden till en viktig handelsplats.
Hertigen Johan II av Sagan avträdde 1482 staden till kurfursten Albrekt Akilles av Brandenburg. Mellan 1482 och 1701 var Züllichau del av Kurfurstendömet Brandenburg, från 1701 kungadömet Preussen och från 1871 Tyska kejsardömet.

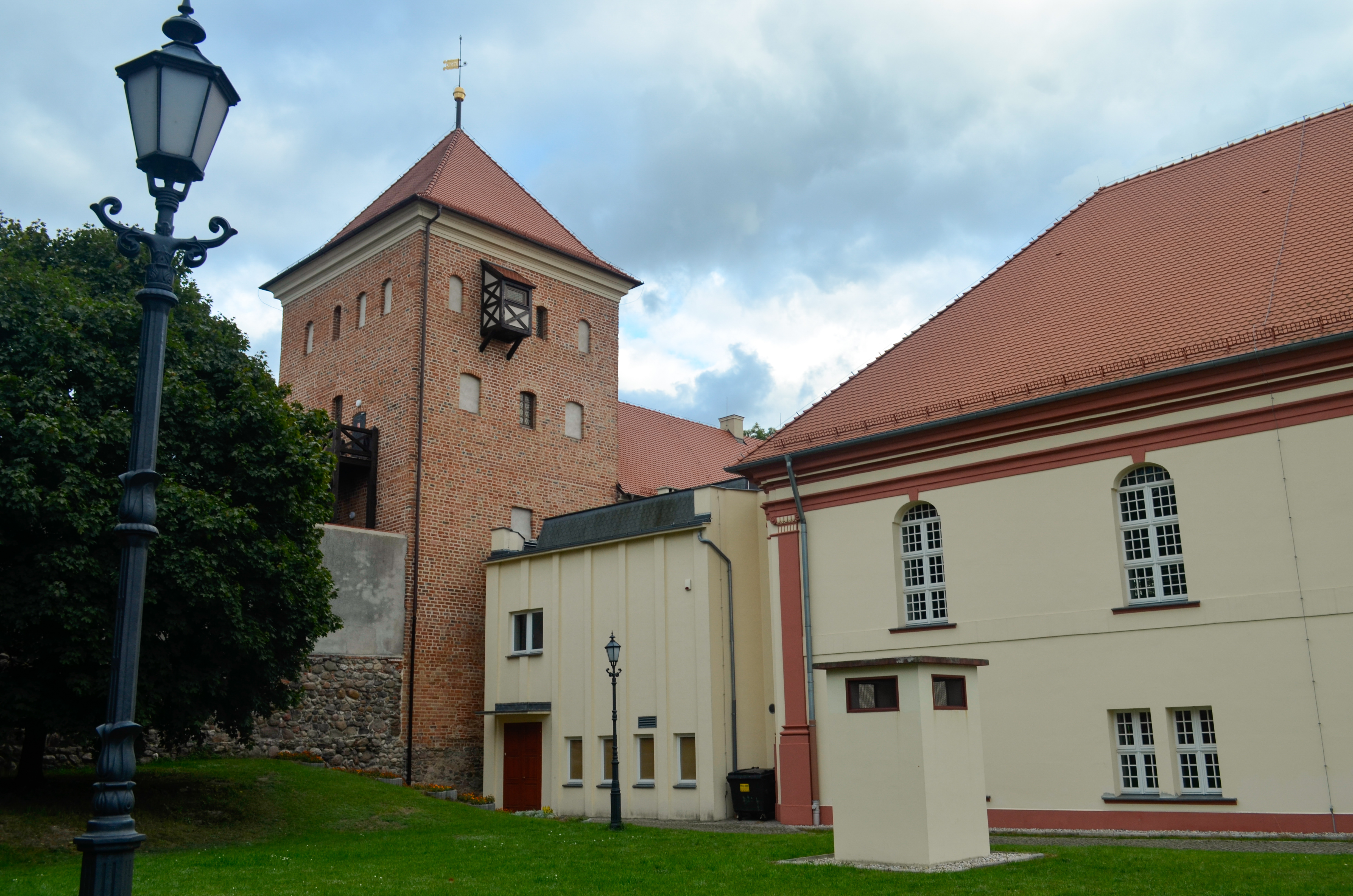
Sulechóws slott.

År 1537 införlivade markgreven Johan av Brandenburg-Küstrin staden med omkringliggande län i Neumark under markgrevskapet Brandenburg-Küstrin. Invandrade hantverkare från Franken och Flandern grundade en vävarverksamhet i staden som blev en viktig näring, och stadens befolkning fördubblades till omkring 4 000 invånare i slutet av 1500-talet. Stadsbränderna 1557 och 1687 ledde senare till ekonomiska bakslag.
I början av 1700-talet tog stadens utveckling åter fart. Staden blev kretsstad i Landkreis Züllichau-Schwiebus och textilindustrin utvecklades.  Från början av 1800-talet var staden del av provinsen Brandenburg efter de administrativa reformerna av det preussiska kungadömet. Landsvägarnas utbyggnad, järnvägsanslutningen till järnvägen Guben - Posen 1870 och anläggandet av hamnen Odereck (Cigacice) vid Oder 1898 ledde till att även andra industrier slog sig ned i staden, och år 1900 hade staden omkring 8 000 invånare.
I början av 1900-talet uppfördes många nya offentliga byggnader och villor i staden. Under Weimarrepubliken upplevde staden en ekonomisk tillbakagång, då större delen av provinsen Posen tillfallit Polen och staden förlorade mycket av den regionala handeln. Invånarantalet ökade dock genom invandring från de tidigare tyska områdena österut, och vid den sista tyska folkräkningen 1939 hade staden 9 630 invånare. 
Staden erövrades av Röda armén 1945 och drabbades av omfattande krigsskador i samband med striderna. Efter Potsdamöverenskommelsen 1945 blev staden del av Folkrepubliken Polen och den tysktalande delen av befolkningen fördrevs. Staden bär sedan krigsslutet den polska namnformen Sulechów som officiellt namn. Under decennierna efter kriget återbefolkades staden av flyktingar och bosättare från andra delar av Polen och de tidigare polska områdena öster om Curzonlinjen.

## Kultur och sevärdheter

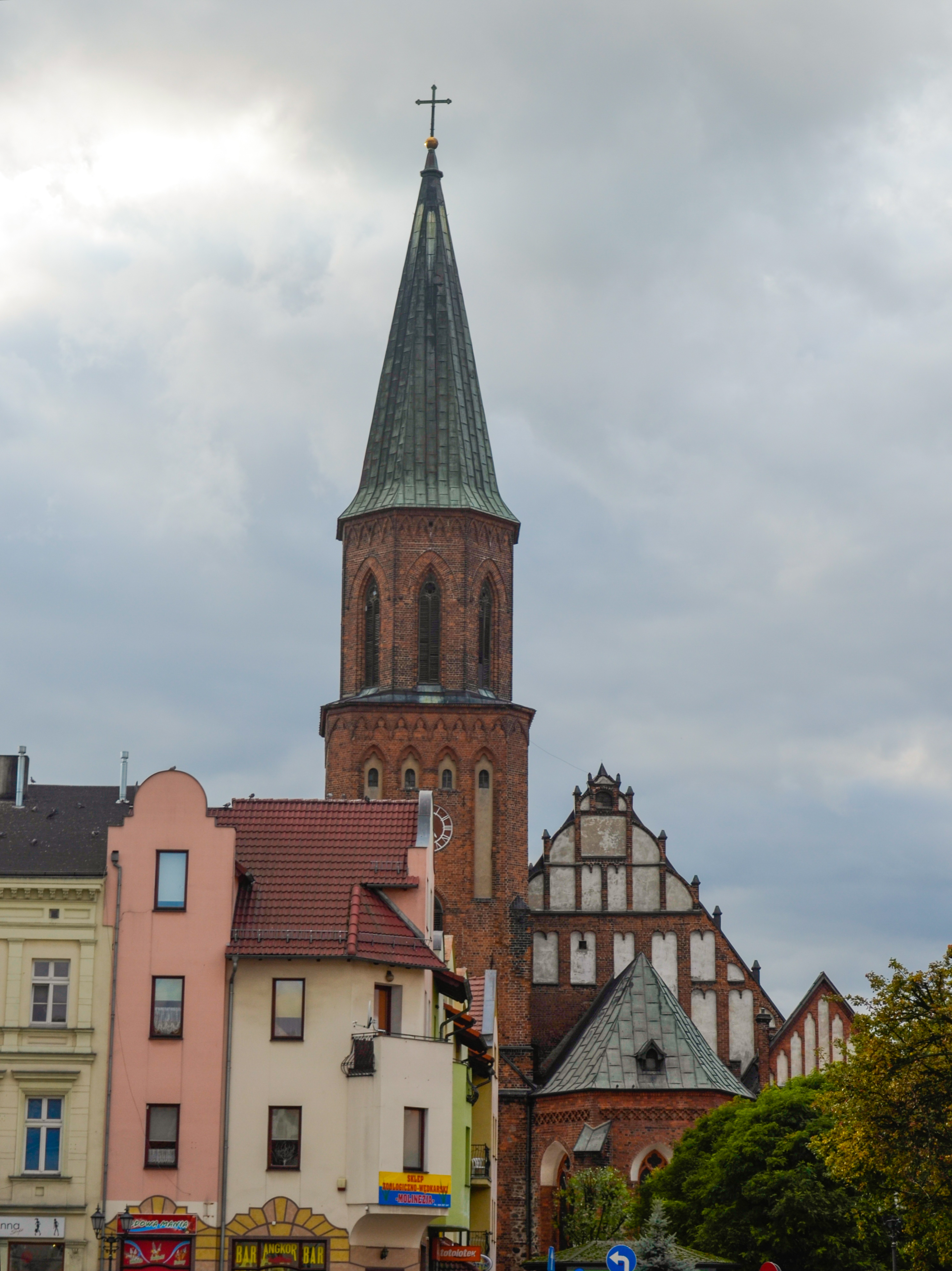
Heliga korsets kyrka.

Stadens slott vid Aleja Wielkopolska är huvudsakligen uppfört i senklassicistisk stil och har ett slottskapell uppfört 1701 för Fredrik I av Preussen. I stadens centrum finns Korskyrkan och stadens rådhus, vars äldsta delar är från 1500-talet. Av de medeltida befästningarna återstår delar av stadsmuren och den barocka stadsporten Brama Krośnieńska.

## Kända invånare
- Gerhard Benack (1915-1994), tysk arméofficer.
- Johann Gottfried Ebel (1664-1830), författare.
- Rüdiger von der Goltz (1865-1946), tysk arméofficer, general i första världskriget.
- Minna Herzlieb (1789-1865), förläggare.
- Peter Robert Keil (född 1942), konstnär.
- Theodor Kullak (1818-1882), pianist och kompositör, gick i skolan i Züllichau.
- Klaus-Dieter Ludwig (född 1943), olympisk guldmedaljör för DDR i åttamannarodd 1980.
- Hermann Marggraff (1809-1864), poet och humorist.
- Caspar Neumann (1683-1737), kemist.
- Johann Gottfried Roesner (1658-1724), preussisk ämbetsman.
- Olga Tokarczuk (född 1962), författare och nobelpristagare.
- Łukasz Żygadło (född 1979), volleybollspelare.
- Mela Koteluk (född 1985), indiepopsångerska.

## Vänorter
- Fürstenwalde, Brandenburg, Tyskland
- Rushmoors kommun med städerna Aldershot och Farnborough, Storbritannien